# Francesc I de França
Francesc I de França, Francesc I d'Angulema o Francesc de Valois i d'Angulema (Cougnat, 12 de setembre de 1494 - Rambouillet, 31 de juliol de 1547) fou comte d'Angulema (1496-1515), duc de Valois (1498-1515), duc de Milà (1515-1521) i rei de França (1515-47).

## Família

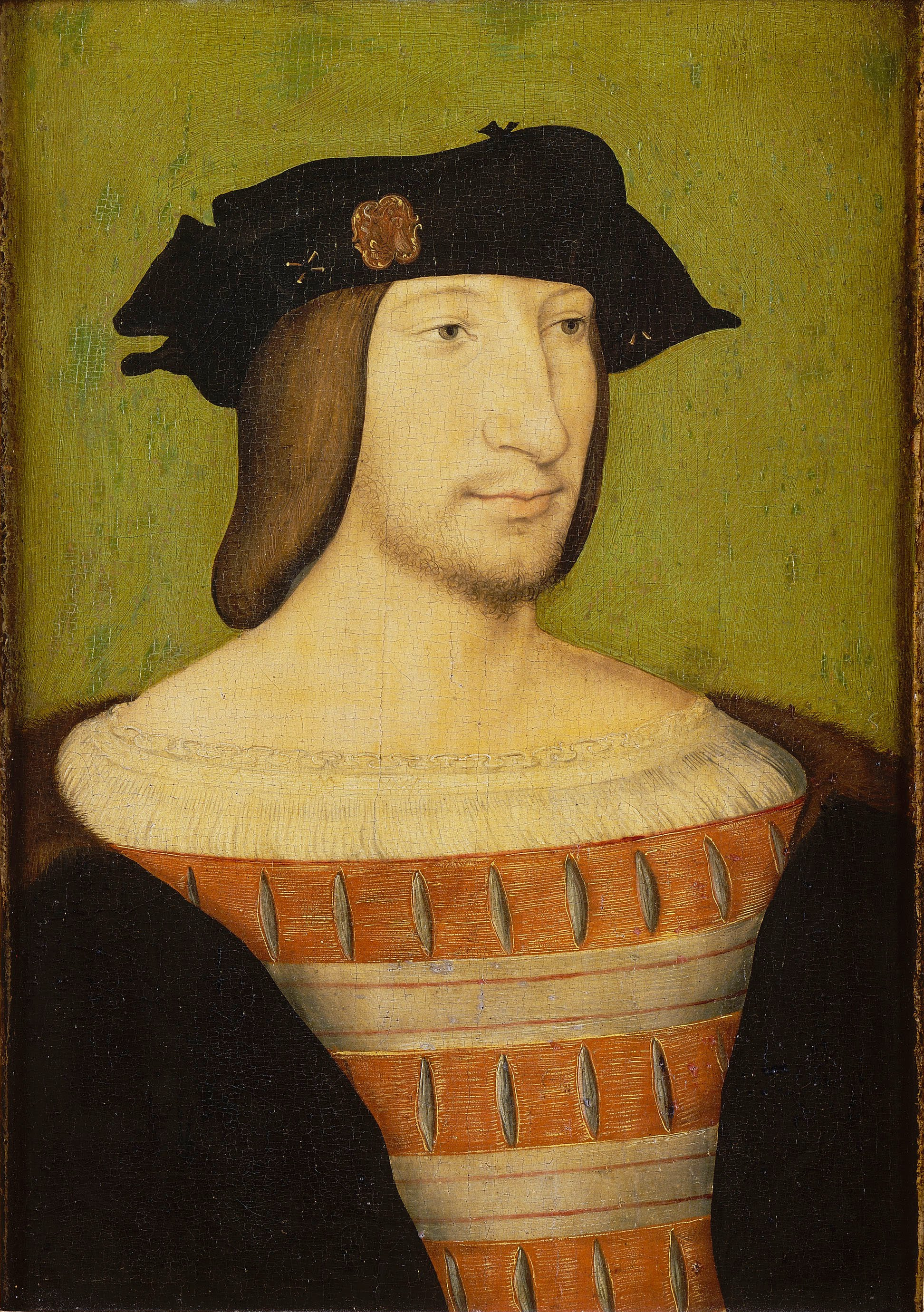
Francesc I de França, pintura anònima, cap al 1515, Chantilly, Museu Condé.

Fou el fill del duc d'Angulema (Carles I d'Angulema, comte d'Angulema) i va heretar el tron del seu cosí Lluís XII a l'any 1515, el qual era el pare de la seva muller. Era net per línia paterna de Joan I d'Angulema i Margarida de Rohan, i per línia materna del duc Felip II de Savoia i Margarida de Borbó.
L'educació que va rebre Francesc, va ser gràcies a la seva mare Lluïsa de Savoia, la qual li va ensenyar italià i espanyol amb l'ajuda de llibres i fomentant la lectura al seu fill.
Es va casar el 8 de maig de 1515 a Saint-Germain-en-Laye amb la princesa i duquessa de Bretanya Clàudia de França, filla del rei Lluís XII de França i Anna de Bretanya, cosa que va crear una connexió entre França i Bretanya. D'aquesta unió nasqueren:
- la princesa Lluïsa de França (1515-1517), compromesa breument amb el futur emperador Carles V
- la princesa Carlota de França (1516-1524)
- el príncep Francesc III de Bretanya (1518-1536), delfí i duc de Bretanya
- el príncep Enric II de França (1519-1559), delfí, duc de Bretanya i rei de França
- la princesa Magdalena de Valois (1520-1537), casada el 1537 amb el rei Jaume V d'Escòcia
- el príncep Carles II d'Orleans (1522-1554), duc d'Orleans
- la princesa Margarida de Valois (1523-1574), casada el 1559 amb el duc Manuel Filibert de Savoia

El 5 d'agost de 1530 es casà, en segones núpcies, a l'abadia de Veien amb Elionor d'Habsburg, filla primogènita dels reis Felip I de Castella i Joana I de Castella. D'aquesta unió no tingueren fills.
El gener de 1512 Anna de Bretanya, molt debilitada per deu parts en vint anys, va donar a llum de nou un fill que morí a les poques hores. Llavors, Lluís XII decidirà tractar François com a príncep hereu, ingressar-lo al Consell del rei i nomenar-lo comandant en cap de l'exèrcit de Guyenne el 12 d'octubre de 1512, amb el què va fracassar en el combat als castellans que capturen l'Alta Navarra en 1512.
Francesc I fou promès a Clàudia de França, filla del rei Lluís XII de França, amb qui es va casar en 18 de maig de 1514 a Saint-Germain-en-Laye, i en virtut de la Llei Sàlica vigent al Regne de França, com a descendent directe per línia masculina més proper al rei, convertit en delfí de França mentre lluís no tingués cap fill mascle amb la seva nova esposa Maria Tudor i de York, amb qui es va casar en 9 d'octubre de 1514.

## Ascens al tron
A la mort del rei francès l'1 de gener de 1515 Francesc I fou escollit rei, iniciant així la Branca Valois-Angulema.

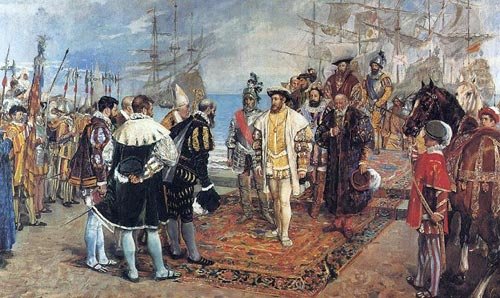
Desembarcament de Francesc I al port de València. Pintura realitzada al 1876 pel pintor valencià Ignasi Pinazo.

Durant la Lliga de Cambrai, al capdavant d'un exèrcit de 40.000 homes va marxar cap a Itàlia per continuar les anomenades Guerres d'Itàlia, obtenint una destacada victòria en la batalla de Marignano, col·lapsant la Lliga Santa, el nou papa Lleó X van renunciar a la idea de situar Maximilià Sforza al tron ducat de Milà. Mitjançant els tractats de Noyon el 13 d'agost de 1516 i Brussel·les, Maximilià I va lliurar la totalitat del nord d'Itàlia a França i Venècia, tornant essencialment el mapa d'Itàlia a l'statu quo de 1508. En 1520, prenent la idea dels italians, organitza la primera loteria estatal.
El setembre de 1522 arribaren a Castella els membres supervivents de la primera circumnavegació terrestre. Això impulsà els comerciants francesos a buscar noves rutes comercials i el 1523 Francesc I de França va finançar expedicions comandades per Giovanni da Verrazzano per explorar una àrea compresa entre la Florida i Terranova amb l'objectiu de trobar una ruta marítima cap a l'oceà Pacífic contravenint el tractat de Tordesillas. Francesc I va ser vençut i fet presoner a la batalla de Pavia el 1525, veient-se obligat a firmar el Tractat de Madrid de 1526. El 1529 hagué de firmar una nova pau, la Pau de Cambrai, que acabà de ratificar la pau anterior.
Posteriorment el 1538 es va firmar la Treva de Niça, fins que el 1542 esclatà una nova guerra (Guerra d'Itàlia de 1542–46) que amenaçà Perpinyà, guerra que es va tancar el 1544 amb la Pau de Crepy després de posar fi a les lluites entre Carles I de Castella i Francesc I, que s'aliaren contra els otomans.

## Rei renaixentista
Francesc I era un gran esportista, aficionat a la caça i als torneigs, però a l'hora era un gran defensor dels artistes i intel·lectuals de l'època. Aquest rei va implantar el Regne de França les bases de l'absolutisme monàrquic, sense convocar els Estats Generals. Fou, així mateix, un gran protector de les ciències i les arts fundant el Col·legi de França i la Impremta Reial. Així mateix va iniciar la construcció del museu del Louvre. Francesc I va convèncer el mateix Leonardo da Vinci perquè abandonés Itàlia i s'instal·lés a França.
Durant el seu regnat van iniciar-se les manifestacions d'intolerància vers els Hugonots francesos, que seria l'origen de les futures Guerres de religió. Francesc I va morir el 1547 a Rambouillet, sent enterrat a la Catedral de Saint-Denis.
Gràcies a Francesc I, la cort va adquirir la importància en l'espai de poder, un lloc marcat pel luxe i la generositat del rei, on hi havia una noblesa d'influència política, però allunyada de tota temptació d'autonomia. Hi participava gent com Bonnivet, Chabot i Anna Montmorency i membres de la família reial com la seva germana i la seva mare (Margarida d'Angulema i LluÏsa de Savoia, respectivament).

## Política exterior
Respecte a la política exterior, va estar marcada per l'enfrontament amb els Habsburg, els territoris dels quals envoltasen els de la monarquia francesa. Francesc I va continuar la lluita per l'hegemonia d'Itàlia que els seus successors prosseguirien.
A més a més, va tenir quatre guerres amb Carles V, el seu rival per excel·lència, ja que tenien unes ideologies polítiques bastant diferents però també per les possessions territorials d'Hamburg.
La primera guerra va iniciar-se el 1521 i finalitzà el 1526, a causa de disputes territorials a Navarra i a Itàlia, l'elecció de Carles com a emperador del Sacre Imperi Romanogermànic i la necessitat del papa Lleó X d'aliar-se amb Carles per combatre Martí Luter. Els francesos van atacar Flandes i Carles V ocupà el Ducat de Milà. França va buscar per primera vegada aliats a Europa de l'Est contra l'emperador Carles. L'enviat francès Antonio Rincon va visitar Polònia i Hongria diverses vegades entre 1522 i 1525. Després de la batalla de Bicocca de 1522, Francesc I de França va intentar sense èxit aliar-se amb Segimon el Vell de Polònia, i la cort reial hongaresa també va rebutjar l'oferta francesa, a diferència de János Szapolyai, el voivoda de Transsilvània, que va mostrar la voluntat de cooperar amb els francesos. Francesc I de França va ser derrotat en la batalla de Pavia el 24 de febrer de 1525 i després de diversos mesos empresonat es va veure obligat a signar el Tractat de Madrid. i la renuncia als seus drets sobre ducat de Milà, Gènova, Borgonya, Regne de Nàpols, Artés, Tournai i Flandes en favor de l'emperador Carles, i es comprometia a casar-se amb Elionor d'Habsburg, germana de l'emperador, i a enviar a dos dels seus fills a Espanya com a garantia de compliment del tractat i renunciava a donar suport a Enric II de Navarra per a la recuperació del Regne de Navarra, després de la seva conquesta, tot i que més tard, va quedar en llibertat, va trencar les condicions del tractat.
En un moment crucial de la diplomàcia europea, Francesc va formar una aliança formal amb Solimà I el Magnífic contra Carles V. Per alleujar la pressió dels Habsburg sobre França, el 1525 Francesc va demanar a Solimà que fes la guerra a l'Imperi, i el camí el va conduir a través d'Hongria. La victòria otomana va provocar el final de la dinastia Jagelló la partició, durant dècades entre el Sacre Imperi Romanogermànic en virtut dels drets de la germana de Lluís II d'Hongria, entre l'Imperi Otomà, que va dominar la major part del territori, i el principat de Transsilvània sota l'esfera otomana.
Seguí una segona guerra, del 1526 al 1529, on Francesc es va reunir amb la Lliga de Cognac (o la Lliga Clementina) conjuntament amb la República de Venècia, la República de Florència, el Ducat de Milà, Anglaterra i el papa Climent VII. El fet més important i el que va fer esclatar una nova guerra, va ser el saqueig de Roma saqueig de Roma per les tropes imperials en 1527, durant el qual el mateix papa és obligat a refugiar-se a Castel Sant'Angelo. L'exèrcit francès sota el lideratge del general Odet de Foix va prendre Gènova al mes d'agost del 1527, després Alessandria (municipi del Piemont), i saqueja Pavia el 4 d'octubre. Després es dirigeix cap a Bolonya que deixa el 10 de gener del 1528 per entrar al Regne de Nàpols evitant Roma. Assetja Nàpols l'estiu del 1528, però hi troba la mort a causa d'una epidèmia de pesta provocada per ell mateix. En aquesta situació, emperò, les dificultats financeres de tots els contendents i l'amenaçador progrés dels turcs, que havien arribat fins a Hongria i ara estaven a prop d'atacar les possessions dels Habsburg al centre d'Europa, obliguen Carles V a signar un acord que pels francesos és menys desavantatjós que el precedent, el papa obté almenys de l'emperador la restauració del domini dels Mèdici a Florència pel Tractat de Barcelona on entretant s'havia format una república anti-Medici el 1527-1530, i Francesc va haver de renunciar a intervenir en Itàlia per la pau de Cambrai (també coneguda com la pau de les dames), renunciant als seus drets sobre Flandes, Artois, Milà i Nàpols i el Carles va renunciar a les seves pretensions sobre Borgonya.
La tercera guerra va tenir lloc entre els anys 1535 i 1538 i va sorgir a partir de l'annexió de Milà per Carles V, a la que Francesc I (aliat amb els protestants alemanys) va respondre envaint Savoia. Francesc va envair Itàlia, capturant Torí però no aconseguint fer el mateix amb Milà. Com a resposta, Carles V va envair Provença, portant a terme un ràpid avanç en Ais de Provença. No obstant això, va preferir retirar-se a Espanya abans d'atacar Avinyó, territori fortament fortificat. Hi ha fonts que parlen que la retirada es va produir perquè algunes tropes franceses van deixar a propòsit fruita massa madura en els arbres, en un intent de causar disenteria a les tropes amb les quals s'enfrontaven. Del múltiple atac sobre les províncies meridionals de les Disset Províncies, la invasió septentrional des dels Països Baixos es va haver d'abandonar per falta de liquiditat econòmica. La treva de Niça va donar per conclòs el conflicte, deixant Torí en mans del regne de França, la qual cosa no produïa un canvi significant en les fronteres de la península Itàlica.
Per acabar, la quarta guerra va començar el 1542 en 1542 quan Francesc I, adduint els seus drets sobre el Milanesat va aconseguir l'aliança amb l'imperi Turc, Suècia i Dinamarca, va declarar la guerra una vegada més contra el seu etern enemic Carles V. La lluita, que va començar als Països Baixos, es va veure agreujada l'any següent per l'aliança franco-otomana en el setge de Niça, i per una sèrie de maniobres militars al nord d'Itàlia que van desembocar en la batalla de Ceresole. Carles i Enric es van unir per envair França, però la forta resistència trobada en els setges de Boulogne-sur-Mer i Saint-Dizier van impedir una contundent ofensiva anglo-espanyola. El 18 de setembre de 1544 Carles i Francesc van signar la pau de Crepy, que incloïa un enllaç matrimonial entre ambdues monarquies, però la mort del fill de Francesc, candidat al casament, va deixar l'acord de pau inacabat. Enric VIII d'Anglaterra va continuar la guerra en solitari fins a 1546, quan el tractat d'Ardres restaurar finalment la pau entre Anglaterra i França. La mort dels monarques anglès i francès a començaments de 1547 va deixar la resolució del conflicte en mans dels seus hereus.